# BTU
BTU é o acrônimo de British thermal unit ('unidade térmica britânica'), uma unidade de medida não métrica utilizada principalmente nos Estados Unidos, mas também no Reino Unido.

## Conversões
Trata-se de uma unidade de energia equivalente a:
- 252,2 calorias.
- 1 055,05585 joules.
- Entre 778,17  ft⋅lbf (pés-libra-força) [3]

Geralmente, define-se 1 BTU como a quantidade de energia necessária para se elevar a temperatura de uma massa de uma libra de água em 1ºF, sob pressão constante de 1 atm. Para se derreter a mesma massa de gelo, são necessários 144 BTUs.